# Храповицкий, Матвей Евграфович
Матвей Евграфович Храповицкий (1784—1847) — командир лейб-гвардии Измайловского полка во время Отечественной войны 1812 года, генерал от инфантерии, генерал-адъютант, литовский генерал-губернатор в 1831 году, военный губернатор Петербурга в 1846-47 годах.

## Биография
Родился 9 (20) августа 1784 года в дворянской семье отставного поручика Евграфа Яковлевича Храповицкого.
В возрасте семи лет поступил в Сухопутный шляхетский кадетский корпус, а в 1797 году был назначен камер-пажом к великому князю Константану Павловичу, который, отправляясь в армию Александра Суворова, действовавшую в Италии против французов, взял с собой 14-летнего Храповицкого.
За отличие в баталии при Треббии Храповицкий получил (20 июля 1799 года) первый офицерский чин поручика и уже 4 августа 1799 года принял участие в сражении при Нови. За храбрость он был произведён в поручики в лейб-гвардии Измайловский полк. В походе в Швейцарию служил с отличием, и Суворов неоднократно упоминал о нём в донесениях к императору Павлу; за эту кампанию он получил шпагу со знаком ордена Святой Анны 3 степени.
В 19 лет Храповицкий был уже полковником (с 11 декабря 1803 года) и, командуя батальоном Измайловского полка, участвовал в 1805 году в Войне третьей коалиции.

В день Аустерлицкого сражения гвардия стояла на позиции в версте от ручья Вальк-Мюле. В самый разгар сражения Храповицкий, по личному приказанию императора Александра, повёл свой батальон к центру позиции на Праценские высоты с развернутыми знаменами и музыкой, куда Наполеон направлял свой главный удар. Блестящая атака, произведённая Храповицким произвела на монарха впечатление и 24 февраля 1806 года он был награждён орденом Святого Георгия 4-го класса № 687 
В воздаяние отличного мужества и храбрости, оказанных в сражении 20 ноября при Аустерлице против французских войск.
29 октября 1811 года Храповицкий назначен командиром лейб-гвардии Измайловского полка, с которым его и застала Отечественная война 1812 года. Отличился во время сражения при Бородино, где был ранен пулей в ногу навылет. 21 ноября произведён в генерал-майоры со старшинством от 26 августа 1812 года.
Во время заграничных походов 1813—1814 годов командовал гвардейской бригадой и участвовал в сражениях при Люцене, Бауцене и Дрездене. За отличие был пожалован орденом Св. Анны I степени с алмазными знаками. 18 августа 1813 года, во время сражения при Кульме был ранен в ногу и вернулся к командованию бригадой только в феврале следующего года.
После окончания военных действий был назначен 30 августа 1816 года генерал-адъютантом и с 30 августа 1818 года командовал 3-й гренадерской дивизией. 12 декабря 1824 года произведён в генерал-лейтенанты.
Назначен санкт-петербургским военным губернатором 7 апреля 1846 (по апрель 1847). В этот период начато строительство водопровода в Московской и Литейной частях. На берегу Невы построен дом с «водокачальной машиной». Вновь создан императорский парусный яхт-клуб. Сооружено локомотивное депо Николаевской железной дороги. На Александровском заводе начали строить паровозы и первые российские вагоны к открытию железной дороги Санкт-Петербург — Москва. 15 мая 1846 основано Императорское русское археологическое общество. Основан Комитет Общества попечительного о тюрьмах. Создано общество посещения бедных просителей и открыт приют для девочек арестованных родителей. Вышли в свет альманахи «Физиология Петербурга» и «Петербургский сборник».
17 апреля 1846 года назначен членом Государственного совета, 18 октября того же года — членом Комитета министров. Был председателем Попечительского совета заведений общественного призрения в Санкт-Петербурге (1839—1847).
Скончался 31 марта (12 апреля) 1847 на 63-м году жизни. Похоронен в Троице-Сергиевой приморской пустыни в Петербурге.

## Семья

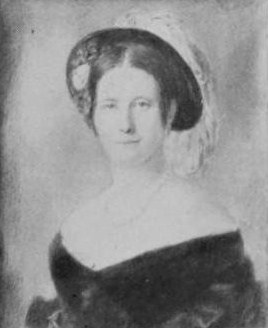
Анастасия Сергеевна (1843)

Матвей Евграфович был женат дважды, но детей не имел:
1. жена (с 1807 года) — Софья Алексеевна Деденева (09.05.1786—30.03.1833), дочь полковника Алексея Михайловича Деденева от брака с Александрой Васильевной Разумовской; единоутробная сестра декабриста Николая Оржицкого.  Делила с мужем все трудности его походной жизни. В военную кампанию 1807 года «в офицерском сюртуке, ехала она весь поход при батальоне верхом»[7]. Кавалерственная дама ордена Святой Екатерины (22.08.1826). Хозяйка усадьбы Синковицы и петербургского особняка на Дворцовой набережной, д. 22. Умерла от рака в Петербурге.
2. жена (с 30 апреля 1834 года) — княжна Анастасия Сергеевна Щербатова (1812—1889), фрейлина двора (1832), дочь действительного тайного советника князя Сергея Григорьевича Щербатова (1779—1855) от брака его с Анной Михайловной Хилковой (1799—1868). Венчались в Петербурге в Придворном соборе в Зимнем дворце[8]. По словам Д. Фикильмон, «Храповицкий был старый, скверного нрава человек, но молодая жена его выглядела довольной, а этого уже было достаточно»[9]. За заслуги мужа была пожалована в кавалерственные дамы ордена Святой Екатерины (06.04.1835). Во втором браке была за Павлом Александровичем Вревским (1810—1855)[10]. Умерла в слободе Терны Лебединского уезда Харьковской губернии. Похоронена рядом со вторым мужем в Свято-Успенском монастыре в Бахчисарае. Её воспитанница Анастасия Матвеевна Спасская (10.02.1839[11]— ?), подкинутая в дом, была замужем за бароном А. Б. Вревским.